# Antagonista nicotínico
Os antagonistas nicotínicos são uma classe farmacológica composta por drogas anticolinérgicas que inibem a ação da acetilcolina (ACh) nos receptores nicotínicos. São usados principalmente para indução de paralisia muscular de nervos periféricos em procedimentos cirúrgicos. O fármaco típico dessa classe ė a tubocurarina, mas alguns compostos de ação central como bupropiona, mecamilamina e 18-metoxicoronaridina, também antagonizam os receptores nicotínicos de acetilcolina e são agentes potenciais em tratamento de tabagismo. 

## Lista de antagonistas nicotínicos
| Mecanismo                                        | Antagonista                                 | Receptor preferido | Uso clínico                                                                                               |
| ------------------------------------------------ | ------------------------------------------- | ------------------ | --- |
| Bloqueadores ganglionares                        | Hexametônio                                 | Ganglionar (α3β4)  | nenhum |
| Bloqueadores ganglionares                        | Mecamilamina                                | α3β4               | |
| Bloqueadores ganglionares                        | Trimetafano                                 | α3β4               | Raramente usado para redução da pressão arterial durante cirurgia                                         |
| Bloqueadores neuromusculares não despolarizantes | Atracúrio                                   | α3β4               | relaxante muscular em anestesia                                                                           |
| Bloqueadores neuromusculares não despolarizantes | Doxacúrio                                   | α3β4               | |
| Bloqueadores neuromusculares não despolarizantes | Mivacúrio                                   | α3β4               | |
| Bloqueadores neuromusculares não despolarizantes | Pancurônio                                  | α3β4               | relaxante muscular em anestesia                                                                           |
| Bloqueadores neuromusculares não despolarizantes | Tubocurarina                                | Muscular (α3β4)    | Descoberto no veneno de flecha, foi o primeiro relaxante muscular periférico. Raramente usado desde 1980. |
| Bloqueadores neuromusculares não despolarizantes | Vecurônio                                   | α3β4               | relaxante muscular em anestesia                                                                           |
| Boqueadores neuromusculares despolarizantes      | Suxametônio (ou succinilcolina)             | α3β4               | |
| Antagonistas nicotínicos de ação central         | 18-metoxicoronaridina                       | α3β4               | |
| Antagonistas nicotínicos de ação central         | Dextrometorfano                             | α3β4, α4β2, α7     | Antitussígeno                                                                                             |
| Antagonistas nicotínicos de ação central         | Dextrorfano (metabólito de dextrometorfano) | α3β4, α4β2, α7     | Metabolito de dextrometorfano, nenhum uso médico aceito.                                                  |
| Antagonistas nicotínicos de ação central         | 3-metoximorfina                             | α3β4               | Metabólito secundário de dextrometorfano, não usado na prática clínica. Eficácia médica desconhecida.     |